# Ore wa mada honki dashitenai dake
Ore wa mada honki dashitenai dake (俺はまだ本気出してないだけ?), conosciuto anche con il titolo inglese I'll Give It My All... Tomorrow, è un film del 2013 diretto da Yūichi Fukuda.
Pellicola giapponese con protagonista Shin'ichi Tsutsumi, trasposizione live action della serie manga omonima di Shunjū Aono.

## Trama
Shizuo Ōguro, un salaryman quarantenne, lascia improvvisamente il lavoro per inseguire il sogno di diventare mangaka. Tuttavia egli passa i suoi primi mesi da disoccupato nell'ozio, situazione che crea problemi sia ai suoi famigliari, ovvero il padre Shirō e la figlia Suzuko, sia ai suoi amici più stretti, Osamu Miyata e Shūichi Ichinosawa, questi ultimi rispettivamente un salaryman di mezza età divorziato a cui gli viene permesso di vedere il figlio solo una volta al mese, e un ventiseienne disadattato conosciuto alla tavola calda dove Shizuo trova lavoro come part-time.
Mentre Shizuo cerca disperatamente di farsi serializzare con scarso successo i manga da lui ideati, Miyata inizia a provare invidia nei suoi confronti, desiderando anch'egli una vita libera e priva di responsabilità. Decide così di lasciare il lavoro nello stesso modo di Shizuo, e di aprire una panetteria. In seguito trova anche l'occasione di riconciliarsi con la moglie e di passare più tempo con il figlio Masao. Shūichi, che nel frattempo ha stretto una forte amicizia con Miyata, diventa socio d'affari nella panetteria di quest'ultimo.
Intanto Shizuo, proprio quando si trova a un passo dalla serializzazione del suo manga e dal debutto come fumettista, riceve notizia che il suo editore, Masaki Murakami, è rimasto colpito anch'egli dal suo stile di vita spensierato, decidendo di abbandonare il lavoro e sparendo nel nulla. Il suo posto viene preso dall'editrice Aya Unami, che si rifiuta di serializzare il suo manga. In preda allo sconforto, Shizuo si reca in una soapland, scoprendo con sorpresa che nel locale vi lavora la figlia Suzuko, spinta dalla necessità di guadagnare dei soldi per far sì che il padre possa continuare a inseguire il suo sogno.
Shizuo così capisce di avere la fiducia delle persone a lui care e, dopo essersi fatto promettere dalla figlia di abbandonare il lavoro alla soapland, decide che è tempo di impegnarsi al massimo se vorrà trovare la via del successo.